# تری هاردی
تری هاردی (انگلیسی: Trey Hardee؛ زادهٔ ۷ فوریهٔ ۱۹۸۴) ورزشکار دهگانه و هفت‌گانه اهل ایالات متحده آمریکا است. از افتخارات وی میتوان وی می‌توان به کسب مدال نقره ده‌گانه در بازی‌های المپیک تابستانی ۲۰۱۲ اشاره کرد.